# Habrophlebiodes americana
Habrophlebiodes americana is een haft uit de familie Leptophlebiidae. De wetenschappelijke naam van de soort is voor het eerst geldig gepubliceerd in 1903 door Banks.
De soort komt voor in het Nearctisch gebied.